# 1720-1729
De jaren 1720-1729 (van de christelijke jaartelling) zijn een decennium in de 18e eeuw.

## Belangrijke gebeurtenissen

### Rusland
- 1720 : In Zweden neemt Frederik, de man van koningin Ulrike Eleonora van Zweden, de macht over.
- 1721 - De Vrede van Nystad maakt een einde aan de Grote Noordse Oorlog. De dochter van Peter I van Rusland, Anna huwt met Karel Frederik van Sleeswijk-Holstein-Gottorp, zijn moeder is de zus van Ulrike.
- 1721 : Peter de Grote verandert het Tsaardom Rusland naar het Keizerrijk Rusland.
- 1722-1723 : Russisch-Perzische Oorlog. Om te verhinderen dat de Ottomanen hun invloed in Perzië zouden uitbreiden, valt Rusland het land binnen.
- 1725 : Peter de Grote sterft, hij wordt opgevolgd door zijn weduwe Catharina I van Rusland.
- 1727 : Catharina I sterft, zij wordt opgevolgd door haar twaalfjarige zoon Peter II van Rusland.
- 1728 : Verdrag van Kjachta. Van 1720 tot 1727 wordt met tussenpozen in Peking onderhandeld over een handelsverdrag tussen Rusland en China. De Russen willen de particuliere handel uitbannen en de Chinezen willen een duidelijke grensmarkering.

### Europa
- 1720 : Verdrag van Den Haag. Victor Amadeus II van Savoy ruilt Sicilië voor Sardinië.
- 1721 : Robert Walpole wordt de eerste premier van het Verenigd Koninkrijk.
- 1724 : Maria Elisabeth, de zus van Keizer Karel VI, wordt landvoogdes van de Oostenrijkse Nederlanden.
- 1727 : Koning George I van Groot-Brittannië sterft, hij wordt opgevolgd door zijn zoon George II.
- 1727-1729 : Engels-Spaanse Oorlog. De Spanjaarden proberen Gibraltar terug te winnen.
- 1729 : Hertog Leopold van Lotharingen sterft, hij wordt opgevolgd door Frans III Stefan.

### Wereldhandel en kolonies

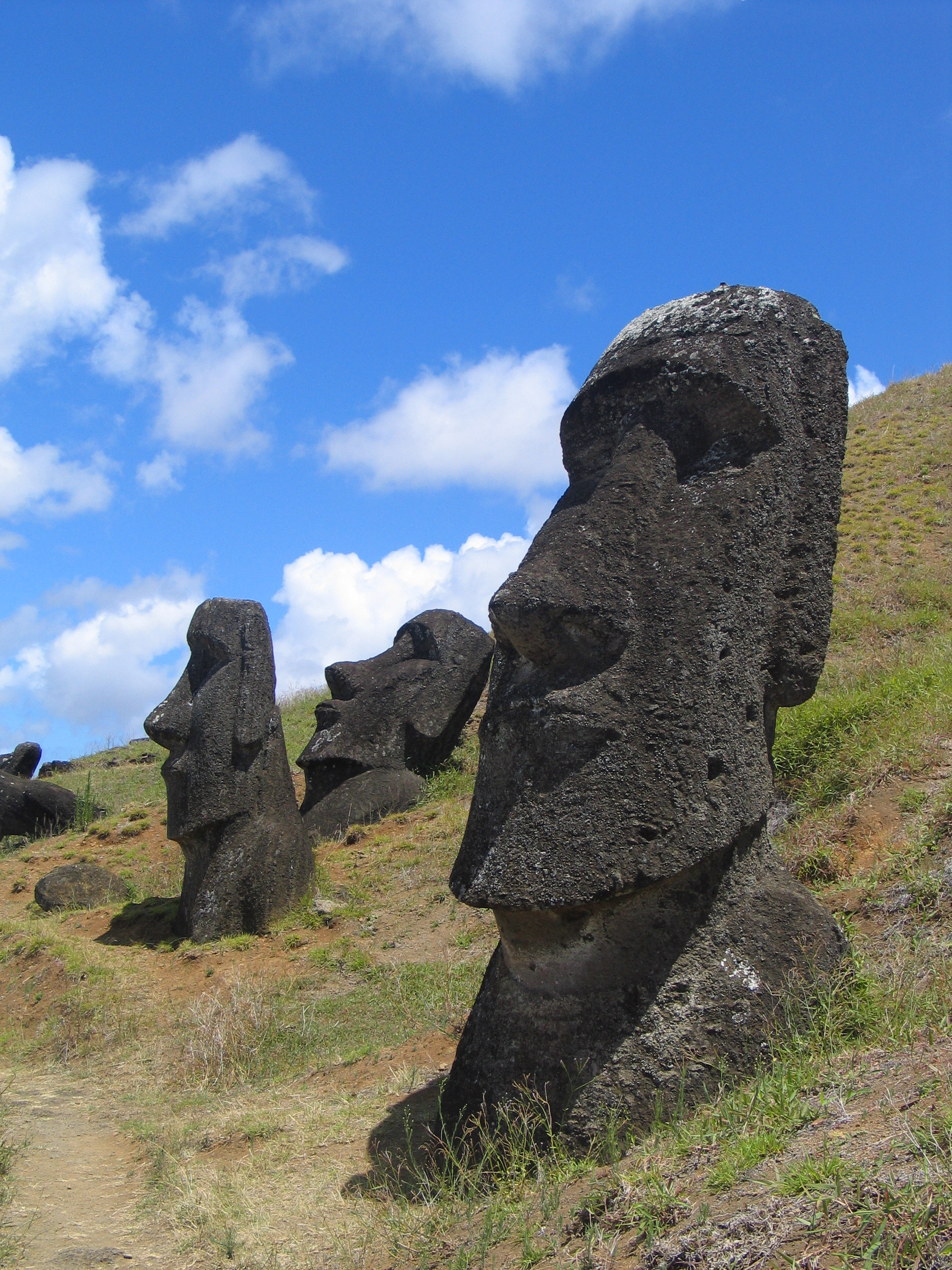
Beelden op Paaseiland

- Vanaf 1721 herkoloniseren de Denen Groenland.
- 1722 - Paaszondag - een Hollandse expeditie onder leiding van Jacob Roggeveen ontdekt Paaseiland.
- 1725 - De Nederlander Francois de Cuiper leidt namens de VOC 'n expeditie vanuit de Kaapkolonie naar het gebied van het Krugerpark. De expeditie wordt echter aangevallen door Gomondwane en verdreven.

### Godsdienst
- Tsaar Peter de Grote versterkt zijn greep op de Russisch-Orthodoxe Kerk door in 1721 het Patriarchaat van Moskou te vervangen door een Heiligste Regerende Synode met zichzelf aan het hoofd, vertegenwoordigd door een procureur.
- De Evangelische Broedergemeente wordt in 1722 door graaf  Nikolaus von Zinzendorf gesticht, als hij voor enkele vervolgde Moravische broeders op zijn landgoed Berthelsdorf (Saksen/Duitsland) de kolonie Herrnhut bouwt.
- Het kathedrale kapittel van Utrecht besluit op 27 april 1723 over te gaan tot benoeming van Cornelius Steenoven, sinds 1719 algemeen vicaris van het bisdom, tot nieuwe aartsbisschop van Utrecht. Deze verkiezing wordt door de paus van Rome niet erkend. Zo ontstaat het Utrechts schisma.

### Economie
- 1720 - De Mississippi-zeepbel in Frankrijk en die rond de South Sea Company in Engeland brengen de financiële systemen in die landen aan het wankelen. De beurs in Rotterdam krijgt klappen, vanwege een scherpe koersval, maar het is minder ernstig dan in Londen en Parijs, waar veel actionisten door windhandel aanzienlijke verliezen lijden. In Amsterdam wordt het Engelse koffiehuis in de Kalverstraat bestormd. De burgemeesters verbieden de makelaars nog langer te handelen in waardeloze aandelen. Zie ook John Law (econoom) en Pieter Langendijk.
- In de buurt van Valenciennes (Frankrijk) wordt een dikke kolenlaag ontdekt.

### Wetenschap
- In verscheidene landen wordt geëxperimenteerd met variolatie, het immuniseren van mensen tegen pokken door contact met lijders aan de ziekte. De methode is spartaans maar sterfte aan de ziekte wordt teruggebracht van 33% tot 3%.
- De Franse tandarts Pierre Fauchard legt in 1723 de eerste vulling. In zijn in 1728 verschenen standaardwerk Le Chirurgien Dentiste geeft hij een baanbrekend overzicht van de diagnostiek en behandelingen in de tandheelkunde.

### Kunst en cultuur
- Johann Sebastian Bach voltooit drie van zijn grootste meesterwerken:
  - Das Wohltemperierte Klavier (1722),
  - Johannes Passion (1724),
  - Matthäuspassion (1728).
- Van 1726 tot 1729 woont Voltaire in Engeland. Voltaire raakt geïnteresseerd in de filosofie van John Locke en de ideeën van de wis- en natuurkundige Isaac Newton.
- De Spaanse trappen in Rome zijn gebouwd tussen 1723 en 1725, met geld van de Frans ambassadeur Étienne Gueffier. De stijl van de Trappen wordt als een van de mooiste voorbeelden van de vroege Rococo in Rome gezien.
- Tussen 1722 en 1728 wordt in Parijs het Palais Bourbon gebouwd.

<< · 1720 · 1721 · 1722 · 1723 · 1724 · 1725 · 1726 · 1727 · 1728 · 1729 · >>
<< · 1700-1709 · 1710-1719 · 1720-1729 · 1730-1739 · 1740-1749 · 1750-1759 · 1760-1769 · 1770-1779 · 1780-1789 · 1790-1799 · >>